# اندری برزووچوک
اندری برزووچوک (اوکراینی: Андрій Володимирович Березовчук؛ زادهٔ ۱۶ آوریل ۱۹۸۱) بازیکن فوتبال اهل اوکراین است.
از باشگاه‌هایی که در آن بازی کرده‌است می‌توان به باشگاه فوتبال متالورگ دونتسک و باشگاه فوتبال متالیست خارکوف اشاره کرد.